# Leviellus
Leviellus is een geslacht van spinnen uit de familie van de Phonognathidae.

## Soorten
- Leviellus caspicus (Simon, 1889)
- Leviellus inconveniens (O.P.-Cambridge, 1872)
- Leviellus kochi (Thorell, 1870)
- Leviellus poriensis (Levy, 1987)
- Leviellus stroemi (Thorell, 1870) – Boomsectorspin
- Leviellus thorelli (Ausserer, 1871)